# Where You Are (씨엔블루의 노래)
"Where you are"는 그룹 씨엔블루의 두 번째 메이저 싱글앨범으로, 2012년 2월 1일 일본에서 발매되었다.
지난 해 성공적인 메이저 데뷔를 마친 후, 드디어 두 번째 메이저 싱글앨범을 발표하였다. 첫 날 3만 2천여장의 판매량을 기록하며, 오리콘 싱글 데일리 차트 1위를 기록하였다.
두 번째 메이저 음반 발매 기념으로 한 이벤트에 1만2000여명이 참가하여 인산인해를 이루었다. 또한, 오리콘 싱글 위클리 차트에 일주일 만에 6만장 이상을 팔아 치우며 일본 메이저 데뷔 4개월만에 오리콘 싱글 위클리 차트 1위를 달성했다. 또한, 오리콘 싱글차트 역사상 해외밴드가 1위를 달성한 것은 1971년 이후 41년만에 오리콘 싱글 위클리 차트 정상을 차지하게 되었다.

## 수록곡
1. Where you are - 정용화 작사 및 작곡
2. Get away - 이종현 작곡
3. Feeling - 정용화 작사 및 작곡
4. Where you are(Inst.) - 정용화 작곡